# Mistrzostwa Afryki w Lekkoatletyce 2006
15. Mistrzostwa Afryki w Lekkoatletyce – ogólnoafrykańskie zawody lekkoatletyczne, które odbywały się między 9, a 13 sierpnia 2006 roku w mieście Bambous na Mauritiusie.

## Rezultaty

### Mężczyźni
| Konkurencja           | Złoto                                                                          | Złoto        | Srebro                                                                             | Srebro       | Brąz                                                                                       | Brąz         |
| --------------------- | ------------------------------------------------------------------------------ | ------------ | ---------------------------------------------------------------------------------- | ------------ | ------------------------------------------------------------------------------------------ | ------------ |
| 100 m                 | Olusoji Fasuba                                                                 | 10.37        | Uchenna Emedolu                                                                    | 10.44        | Eric Nkansah                                                                               | 10.65        |
| 200 m                 | Uchenna Emedolu                                                                | 20.61        | Stéphan Buckland                                                                   | 20.67        | Leigh Julius                                                                               | 20.82        |
| 400 m                 | Gary Kikaya                                                                    | 45.03        | Paul Gorries                                                                       | 45.50        | Young Talkmore Nyongani                                                                    | 45.60        |
| 800 m                 | Alex Kipchirchir                                                               | 1:46.62      | Ismail Ahmed Ismail                                                                | 1:46.65      | Alfred Kirwa                                                                               | 1:46.85      |
| 1500 m                | Alex Kipchirchir                                                               | 3:46.54      | Adil Kaouch                                                                        | 3:46.72      | Tarek Boukensa                                                                             | 3:46.81      |
| 5000 m                | Kenenisa Bekele                                                                | 14:03.41     | Mike Kigen                                                                         | 14:05.12     | Moses Kipsiro                                                                              | 14:05.20     |
| 10000 m               | Moses Kipsiro                                                                  | 28:03.46     | Mike Kigen                                                                         | 28:03.70     | Abebe Dinkessa                                                                             | 28:05.07     |
| 110 m przez płotki    | Eymen Ahmed Ben                                                                | 13.77        | Joseph-Berlioz Randriamihaja                                                       | 14.03        | Ruan de Vries                                                                              | 14.05        |
| 400 m przez płotki    | Louis Jacob van Zyl                                                            | 49.43        | Alwyn Myburgh                                                                      | 49.88        | Kurt Couto                                                                                 | 50.72        |
| 3000 m z przeszkodami | Paul Kipsiele Koech                                                            | 8:11.74 (CR) | Abdelkader Hachlaf                                                                 | 8:33.52      | Ruben Ramolefi                                                                             | 8:39.67      |
| Chód na 20 km         | David Kimutai                                                                  | 1:23:58      | Hatem Ghoula                                                                       | 1:25:02      | Hicham Mejbar                                                                              | 1:25:15      |
| Sztafeta 4 × 100 m    | Nigeria · Peter Emelieze · Uchenna Emedolu · Adetoyi Durotoye · Olusoji Fasuba | 39,63        | Południowa Afryka · Hannes Dreyer · Julius Leigh · Lee-Roy Newton · Sherwin Vries  | 39,68        | Ghana · Harry Adu Mfum · Cyril Ferguson · Seth Amoo · Erick Nkansah                        | 40,12        |
| Sztafeta 4 × 400 m    | Kenia · George Kwoba · Vincent Mumo Kiilu · Sammy Rono · Thomas Musembi        | 3:06,78      | Południowa Afryka · Alwyn Myburgh · Ofentse Mogawane · Ruben Majola · Paul Gorries | 3:07,65      | Botswana · Oganeditse Moseki · California Molefe · Gakologelwang Masheto · Obakeng Ngwigwa | 3:08,13      |
| Skok wzwyż            | Kabelo Kgosiemang                                                              | 2.30         | Sere Boubakar                                                                      | 2.22         | Ramsey Carelse                                                                             | 2.22         |
| Skok w dal            | Ignisious Gaisah                                                               | 8.51 (+3.7)  | Khotso Mokoena                                                                     | 8.45 (+4.2)  | Issam Nima                                                                                 | 8.37         |
| Skok o tyczce         | Okkert Brits                                                                   | 5.20         | Abderrahmane Tamada                                                                | 5.15         | Hamdi Dhouibi                                                                              | 4.80         |
| Trójskok              | Tarik Bougtaib                                                                 | 17.25 (+4.2) | Khotso Mokoena                                                                     | 16.67 (+3.6) | Younès Moudrik                                                                             | 16.58 (+3.7) |
| Pchnięcie kulą        | Yasser Ibrahim Farag                                                           | 18.93        | Janus Robberts                                                                     | 17.88        | Mohammed Medded                                                                            | 17.87        |
| Rzut dyskiem          | Omar Ahmed El Ghazaly                                                          | 61.11        | Yasser Ibrahim Farag                                                               | 54.38        | Chima Ugwu                                                                                 | 51.56        |
| Rzut oszczepem        | Gerhardus Pienaar                                                              | 77.55        | Gerbrandt Grobler                                                                  | 75.95        | Walid Abd al-Wahhab                                                                        | 69.86        |
| Rzut młotem           | Chris Harmse                                                                   | 77.55 CR     | Saber Souid                                                                        | 72.66        | Mohsen El Anany                                                                            | 69.22        |
| Dziesięciobój         | Hamdi Dhouibi                                                                  | 7,566        | Mourad Souissi                                                                     | 7,113        | Terence Wepener                                                                            | 7,084        |

### Kobiety
| Konkurencja           | Złoto                                                                                | Złoto        | Srebro                                                                            | Srebro       | Brąz                                                                                                  | Brąz         |
| --------------------- | ------------------------------------------------------------------------------------ | ------------ | --------------------------------------------------------------------------------- | ------------ | --- | ------------ |
| 100 m                 | Vida Anim                                                                            | 11.58        | Geraldine Pillay                                                                  | 11.67        | Endurance Ojokolo                                                                                     | 11.95        |
| 200 m                 | Vida Anim                                                                            | 22.90        | Geraldine Pillay                                                                  | 23.11        | Fabienne Feraez                                                                                       | 23.15        |
| 400 m                 | Amy Mbacké Thiam                                                                     | 52.22        | Amantle Montsho                                                                   | 52.68        | Louise Ayetotche                                                                                      | 52.92        |
| 800 m                 | Janeth Jepkosgei                                                                     | 2:00.64      | Maria Mutola                                                                      | 2:01.08      | Nouria Mérah-Benida                                                                                   | 2:02.18      |
| 1500 m                | Nouria Mérah-Benida                                                                  | 4:23.26      | Safa Issaoui                                                                      | 4:24.08      | Berhane Hirphsa                                                                                       | 4:24.09      |
| 5000 m                | Meseret Defar                                                                        | 15:56.00     | Tirunesh Dibaba                                                                   | 15:56.04     | Sylvia Jebiwott Kibet                                                                                 | 15:57.14     |
| 10000 m               | Edith Masai                                                                          | 31:27.96 CR  | Isabella Ochichi                                                                  | 31:29.43     | Emily Chebet                                                                                          | 31:33.39     |
| 100 m przez płotki    | Toyin Augustus                                                                       | 13.44        | Carole Me-ban Kaboud                                                              | 13.85        | Gnima Faye                                                                                            | 13.95        |
| 400 m przez płotki    | Janet Wienand                                                                        | 56.97        | Houria Moussa                                                                     | 57.15        | Aïssata Soulama                                                                                       | 57.27        |
| 3000 m z przeszkodami | Jeruto Kiptum                                                                        | 10:00.02     | Habiba Ghribi                                                                     | 10:10.93     | Chaabi Bouchra                                                                                        | 10:11.52     |
| Chód na 20 km         | Nagwa Ibrahim Saleh                                                                  | 1:43:22      | Asnakech Ararsa                                                                   | 1:45:31      | Ghania Amzal                                                                                          | 1:46:05      |
| Sztafeta 4 × 100 m    | Ghana · Gifty Addy · Elizabeth Amolofo · Esther Dankwah · Vida Anim                  | 44,43        | Nigeria · Toyin Augustus · Francisca Idoko · Gloria Kemasuode · Endurance Ojokolo | 44,52        | Kamerun · Esther Solange Ndoumbe · Carole Kaboud Me-Bam · Josephine Mbarga Bikie · Leonie Myriam Mani | 46,43        |
| Sztafeta 4 × 400 m    | Południowa Afryka · Amanda Kotze · Estie Wittstock · Janet Wienand · Heide Seyerling | 3:36,88      | Nigeria · Alice Nwosu · Mary Onyemuwa · Kate Obilor · Christiana Ekpukhon         | 3:37,00      | Kenia · Josephine Nyarunda · Elizabeth Muthuka · Annet Mwanzi Lukhuyi · Florence Wasike               | 3:39,79      |
| Skok wzwyż            | Rene van der Merwe                                                                   | 1.84         | Nkeka Ukuh                                                                        | 1.80         | Sara Bouaoudia                                                                                        | 1.75         |
| Skok o tyczce         | Syrine Balti                                                                         | 4.21         | Nisrine Dinar                                                                     | 3.60         | Lindie Roux                                                                                           | 3.60         |
| Skok w dal            | Josephine Bike Mbarga                                                                | 6.33 (+2.9)  | Kéné Ndoye                                                                        | 6.30 (+1.8)  | Chinazom Amadi                                                                                        | 6.23 (+3.0)  |
| Trójskok              | Yamilé Aldama                                                                        | 14.71 (+2.6) | Kéné Ndoye                                                                        | 14.08 (+3.6) | Otonye Iworima                                                                                        | 13.88 (+2.1) |
| Pchnięcie kulą        | Vivian Chukwuemeka                                                                   | 17.45        | Wafa Ismail El Baghdadi                                                           | 15.48        | Monique Ngo Ngoué-Poree                                                                               | 14.99        |
| Rzut dyskiem          | Elizna Naudé                                                                         | 55.42        | Vivian Chukwuemeka                                                                | 49.63        | Suzanne Kragbe                                                                                        | 49.05        |
| Rzut młotem           | Marwa Hussein Arafat                                                                 | 62.16        | Blessing Egwu                                                                     | 51.77        | Menakshee Totah                                                                                       | 36.68        |
| Rzut oszczepem        | Justine Robbeson                                                                     | 60.60 AR     | Sunette Viljoen                                                                   | 55.64        | Lindy Leveau                                                                                          | 54.41        |
| Siedmiobój            | Janice Josephs                                                                       | 5876         | Céline Laporte                                                                    | 4932         | Nadege Foe Essama                                                                                     | 3808         |

## Klasyfikacja medalowa
| Klasyfikacja medalowa | Klasyfikacja medalowa         | Klasyfikacja medalowa | Klasyfikacja medalowa | Klasyfikacja medalowa | Klasyfikacja medalowa |
| --------------------- | ----------------------------- | --------------------- | --------------------- | --------------------- | --------------------- |
| Miejsce               | Kraj                          | Złoto                 | Srebro                | Brąz                  | Razem                 |
| 1.                    | Południowa Afryka             | 10                    | 11                    | 6                     | 27                    |
| 2.                    | Kenia                         | 6                     | 3                     | 4                     | 13                    |
| 3.                    | Nigeria                       | 5                     | 6                     | 4                     | 15                    |
| 4.                    | Egipt                         | 4                     | 2                     | 2                     | 8                     |
| 5.                    | Ghana                         | 4                     | 0                     | 2                     | 6                     |
| 6.                    | Tunezja                       | 3                     | 5                     | 2                     | 10                    |
| 7.                    | Etiopia                       | 2                     | 2                     | 2                     | 6                     |
| 8.                    | Maroko                        | 1                     | 3                     | 2                     | 6                     |
| 9.                    | Algieria                      | 1                     | 2                     | 6                     | 9                     |
| 10.                   | Senegal                       | 1                     | 2                     | 1                     | 4                     |
| 11.                   | Kamerun                       | 1                     | 1                     | 3                     | 5                     |
| 12.                   | Botswana                      | 1                     | 1                     | 1                     | 3                     |
| 13.                   | Sudan                         | 1                     | 1                     | 0                     | 2                     |
| 14.                   | Uganda                        | 1                     | 0                     | 1                     | 2                     |
| 15.                   | Demokratyczna Republika Konga | 1                     | 0                     | 0                     | 1                     |
| 16.                   | Mauritius                     | 0                     | 1                     | 1                     | 2                     |
| 16.                   | Burkina Faso                  | 0                     | 1                     | 1                     | 2                     |
| 16.                   | Mozambik                      | 0                     | 1                     | 1                     | 2                     |
| 16.                   | Seszele                       | 0                     | 1                     | 1                     | 2                     |
| 19.                   | Madagaskar                    | 0                     | 1                     | 0                     | 1                     |
| 20.                   | Wybrzeże Kości Słoniowej      | 0                     | 0                     | 1                     | 1                     |
| 20.                   | Benin                         | 0                     | 0                     | 1                     | 1                     |
| 20.                   | Zimbabwe                      | 0                     | 0                     | 1                     | 1                     |